# Futbol'nyj Klub Dinamo Moskva 2008
Questa voce raccoglie le informazioni riguardanti la Dinamo Mosca nelle competizioni ufficiali della stagione 2008.

## Rosa
| N. |                       | Ruolo | Calciatore         |
| -- | --------------------- | ----- | ------------------ |
| 1  | Russia (bandiera)     | P     | Anton Šunin        |
| 2  | Kazakistan (bandiera) | C     | Andrei Karpovič    |
| 3  | Russia (bandiera)     | D     | Aleksandr Točilin  |
| 4  | Montenegro (bandiera) | D     | Jovan Tanasijević  |
| 5  | Russia (bandiera)     | A     | Aleksandr Keržakov |
| 6  | Argentina (bandiera)  | D     | Leandro Fernández  |
| 7  | Russia (bandiera)     | C     | Kirill Kombarov    |
| 8  | Russia (bandiera)     | C     | Dmitrij Chochlov   |
| 9  | Russia (bandiera)     | C     | Dmitrij Kombarov   |
| 11 | Russia (bandiera)     | A     | Ruslan Pimenov     |
| 13 | Russia (bandiera)     | D     | Vladimir Granat    |

| N. |                       | Ruolo | Calciatore            |
| -- | --------------------- | ----- | --------------------- |
| 14 | Ucraina (bandiera)    | C     | Denis Skepskij        |
| 17 | Russia (bandiera)     | D     | Aleksandr Lobkov      |
| 19 | Portogallo (bandiera) | A     | Cicero                |
| 20 | Russia (bandiera)     | C     | Igor' Semšov          |
| 21 | Lituania (bandiera)   | P     | Žydrūnas Karčemarskas |
| 22 | Australia (bandiera)  | C     | Luke Wilkshire        |
| 23 | Russia (bandiera)     | P     | Vasili Frolov         |
| 24 | Lituania (bandiera)   | D     | Arunas Klimavičius    |
| 25 | Russia (bandiera)     | D     | Denis Kolodin         |
| 27 | Russia (bandiera)     | C     | Aleksandr Zaikin      |

## Risultati

### Prem'er-Liga
| Tomsk 16 marzo 2008 1ª giornata | Tom' Tomsk | 0 – 0 referto | Dinamo Mosca | Trud Stadium |

| Mosca 23 marzo 2008 2ª giornata | Dinamo Mosca | 2 – 0 referto | Chimki | Stadio Dinamo (Mosca) |

| Perm' 30 marzo 2008 3ª giornata | Amkar Perm' | 1 – 2 referto | Dinamo Mosca | Stadio Zvezda |

| Nal'čik 6 aprile 2008 4ª giornata | Spartak-Nal'čik | 0 – 2 referto | Dinamo Mosca | Respublikanskij stadion Spartak |

| Mosca 13 aprile 2008 5ª giornata | Dinamo Mosca | 4 – 3 referto | Spartak Mosca | Stadio Dinamo (Mosca) |

| Mosca 19 aprile 2008 6ª giornata | FK Mosca | 1 – 1 referto | Dinamo Mosca | Stadio Ėduard Strel'cov |

| Mosca 25 aprile 2008 7ª giornata | Dinamo Mosca | 0 – 2 referto | Rubin | Stadio Dinamo (Mosca) |

| Jaroslavl' 2 maggio 2008 8ª giornata | Šinnik | 2 – 0 referto | Dinamo Mosca | Stadio Šinnik |

| Mosca 7 maggio 2008 9ª giornata | Dinamo Mosca | 2 – 2 referto | Kryl'ja Sovetov Samara | Stadio Dinamo (Mosca) |

| Ramenskoe 11 maggio 2008 10ª giornata | Saturn | 2 – 0 referto | Dinamo Mosca | Saturn Stadium |

| Mosca 16 maggio 2008 11ª giornata | Dinamo Mosca | 2 – 1 referto | Terek Groznyj | Stadio Dinamo (Mosca) |

| Mosca 6 luglio 2008 12ª giornata | CSKA Mosca | 0 – 2 referto | Dinamo Mosca | Stadio Lužniki |

| Mosca 13 luglio 2008 13ª giornata | Dinamo Mosca | 4 – 2 referto | Lokomotiv Mosca | Stadio Dinamo (Mosca) |

| Vladivostok 20 luglio 2008 14ª giornata | Luč-Ėnergija | 1 – 0 referto | Dinamo Mosca | Stadio Dinamo |

| Mosca 26 luglio 2008 15ª giornata | Dinamo Mosca | 1 – 0 referto | Zenit San Pietroburgo | Stadio Dinamo (Mosca) |

| Chimki 2 agosto 2008 16ª giornata | Chimki | 1 – 1 referto | Dinamo Mosca | Stadio Rodina |

| Mosca 10 agosto 2008 17ª giornata | Dinamo Mosca | 1 – 0 referto | Amkar Perm' | Stadio Dinamo (Mosca) |

| Mosca 16 agosto 2008 18ª giornata | Dinamo Mosca | 1 – 0 referto | Spartak-Nal'čik | Stadio Dinamo (Mosca) |

| Mosca 23 agosto 2008 19ª giornata | Spartak Mosca | 1 – 1 referto | Dinamo Mosca | Stadio Lužniki |

| Mosca 31 agosto 2008 20ª giornata | Dinamo Mosca | 1 – 1 referto | FK Mosca | Stadio Dinamo (Mosca) |

| Kazan' 14 settembre 2008 21ª giornata | Rubin | 1 – 0 referto | Dinamo Mosca | Stadio Centrale di Kazan' |

| Mosca 20 settembre 2008 22ª giornata | Dinamo Mosca | 2 – 0 referto | Šinnik | Stadio Dinamo (Mosca) |

| Samara 27 settembre 2008 23ª giornata | Kryl'ja Sovetov Samara | 3 – 3 referto | Dinamo Mosca | Stadio Metallurg (Samara) |

| Mosca 4 ottobre 2008 24ª giornata | Dinamo Mosca | 2 – 1 referto | Saturn | Stadio Dinamo (Mosca) |

| Groznyj 19 ottobre 2008 25ª giornata | Terek Groznyj | 0 – 0 referto | Dinamo Mosca | Stadio Sultan Bilimkhanov |

| Mosca 27 ottobre 2008 26ª giornata | Dinamo Mosca | 1 – 3 referto | CSKA Mosca | Stadio Dinamo (Mosca) |

| Mosca 3 novembre 2008 27ª giornata | Lokomotiv Mosca | 0 – 1 referto | Dinamo Mosca | Stadio Lokomotiv |

| Mosca 9 novembre 2008 28ª giornata | Dinamo Mosca | 2 – 0 referto | Luč-Ėnergija | Stadio Dinamo (Mosca) |

| San Pietroburgo 16 novembre 2008 29ª giornata | Zenit San Pietroburgo | 1 – 1 referto | Dinamo Mosca | Stadio Petrovskij |

| Mosca 22 novembre 2008 30ª giornata | Dinamo Mosca | 2 – 0 referto | Tom' Tomsk | Stadio Dinamo (Mosca) |

## Kubok Rossii
| Krasnodar 6 agosto 2008 Quinto turno | Kuban' | 0 – 1 referto | Dinamo Mosca | Stadio Kuban' |

| Mosca 23 settembre 2008 Ottavi di finale | Dinamo Mosca | 2 – 0 referto | SKA Rostov | Stadio Dinamo |

| Mosca 15 aprile 2009 Quarti di finale | Spartak Mosca | 0 – 3 referto | Dinamo Mosca | Stadio Lužniki |

| Chimki 13 maggio 2009 Semifinali             | Dinamo Mosca         | 2 – 2 (d.t.s.) referto | CSKA Mosca | Arena Chimki |
| \| \| \| \| \| \| Tiri di rigore 5 – 6 \| \| |                      |                        |            |              |
|                                              |                      |                        |            |              |
|                                              | Tiri di rigore 5 – 6 |                        |            |              |